# Bella Cup 2013
Il Bella Cup 2013 è stato un torneo di tennis facente parte della categoria ITF Women's Circuit nell'ambito dell'ITF Women's Circuit 2013. Il torneo si è giocato a Toruń in Polonia dall'1 al 7 luglio 2013 su campi in terra rossa e aveva un montepremi di $25,000.

## Vincitrici

### Singolare
Paula Kania ha battuto in finale  Katarzyna Piter con il punteggio di 6–4, 6–4

### Doppio
Paula Kania /  Magda Linette hanno battuto in finale  Julija Bejhel'zymer /  Elena Bogdan con il punteggio di 6–2, 4–6, [10–5]